# Északi lombposzáta
Az északi lombposzáta (Setophaga americana) a madarak osztályának verébalakúak (Passeriformes) rendjébe és az újvilági poszátafélék (Parulidae) családjába tartozó faj.

## Rendszerezése
A fajt Carl von Linné svéd természettudós írta le 1758-ban, a Parus nembe Parus americanus néven. Sorolták a Compsothlypis nembe Compsothlypis americana néven és a Parula nembe Parula americana néven is.

## Előfordulása
Észak-Amerika keleti részén fészkel, telelni délre vonul, Közép-Amerikán és a Karib-térségen keresztül eljut Dél-Amerikába is. Kóborló példányai elérik Európát. 
Természetes élőhelyei a mérsékelt övi erdők és szubtrópusi vagy trópusi síkvidéki esőerdők.

## Megjelenése
Testhossza 11 centiméter, szárnyfesztávolság 16-18 centiméter, testtömege 5-11 gramm.
|  |

## Életmódja
Főleg rovarokkal és pókokkal táplálkozik, télen néhány bogyót, magot és nektárt is fogyaszt.

## Szaporodása
Fészekalja 4-5 tojásból áll.

## Természetvédelmi helyzete
Az elterjedési területe rendkívül nagy, egyedszáma pedig növekszik. A Természetvédelmi Világszövetség Vörös listáján nem fenyegetett fajként szerepel.